# Bobby Nichols
Pour les articles homonymes, voir Nichols.
Bobby Nichols (Robert Nichols), né le 15 septembre 1924 à Boston et mort le 2 mars 1975, est un trompettiste de jazz américain.
Bobby Nichols a été trompettiste de 1943 à 1945 du « Glenn Miller Army Air Force Band ». On a pu l'entendre ensuite dans les big bands de Tex Beneke (1946-1947), Ray McKinley (1948), Tommy Dorsey (1951). De 1952 à 1963, il a, en parallèle à une intense carrière de musicien de studio, été membre du « Sauter-Finnegan orchestra ».